# پوپینتسی
پوپینتسی (به بلغاری: Popintsi) یک منطقهٔ مسکونی در بلغارستان است که در استان پازارجیک واقع شده‌است.
 پوپینتسی ۴۸٫۰۴۶ کیلومتر مربع مساحت و ۱٬۸۱۵ نفر جمعیت دارد و ۳۵۰ متر بالاتر از سطح دریا واقع شده‌است.